# Antennablennius ceylonensis
Antennablennius ceylonensis är en fiskart som beskrevs av Bath, 1983. Antennablennius ceylonensis ingår i släktet Antennablennius och familjen Blenniidae. Inga underarter finns listade i Catalogue of Life.